# Wspólnota administracyjna Triesdorf
Wspólnota administracyjna Triesdorf – wspólnota administracyjna (niem. Verwaltungsgemeinschaft) w Niemczech, w kraju związkowym Bawaria, w rejencji Środkowa Frankonia, w regionie Westmittelfranken, w powiecie Ansbach. Siedziba wspólnoty znajduje się w miejscowości Weidenbach, a przewodniczącym jej jest Gerhard Siegler.
Wspólnota administracyjna zrzesza jedną gminę miejską (Stadt) oraz jedną gminę targową (Markt): 
- Ornbau, miasto, 1 584 mieszkańców, 27,52 km²
- Weidenbach, gmina targowa, 2 185 mieszkańców, 17,90 km²